# Luzula bornmuelleriana
Luzula bornmuelleriana là một loài thực vật có hoa trong họ Juncaceae. Loài này được Kük. mô tả khoa học đầu tiên năm 1908.